# (13477) Utkin
(13477) Utkin es un asteroide perteneciente al cinturón de asteroides, descubierto el 5 de noviembre de 1975 por la astrónoma soviética Liudmila Chernyj desde el Observatorio Astrofísico de Crimea (República de Crimea).

## Designación y nombre
Designado provisionalmente como 1975 VW5. Fue nombrado Utkin en honor al científico ruso Vladímir Fiódorovich Utkin.